# Белослав (име)
Белослав је мушко, старо, српскословенско име.

## Поријекло и значење
Постоје два тумачења имена. Према једном, име је настало спајањем ријечи бјелина и слава, што значи да има чисту, беспрјекорну славу. Према другом тумачењу, име је настало од бјелина (симбол честитости) + слав (означава Славена - Словена).
Претпоставља се да је у наше крајеве донијето из словенске прапостојбине.

## Изведена имена
Од овог имена изведена су имена: Белославка, Белислав, Беја, Бека, Беле, Бели, Белка, Белоје, Белота, Белош и Беља.